# Голенищев-Кутузов, Павел Васильевич
Граф (с 1832) Па́вел Васи́льевич Голени́щев-Куту́зов (12 (23) июня 1772 — 5 (17) ноября 1843) — военный и государственный деятель Российской империи, генерал-адъютант (1810) и генерал от кавалерии (1826) из рода Голенищевых-Кутузовых, участник Наполеоновских войн, санкт-петербургский военный генерал-губернатор (в 1825—1830).

## Биография

### Ранние годы

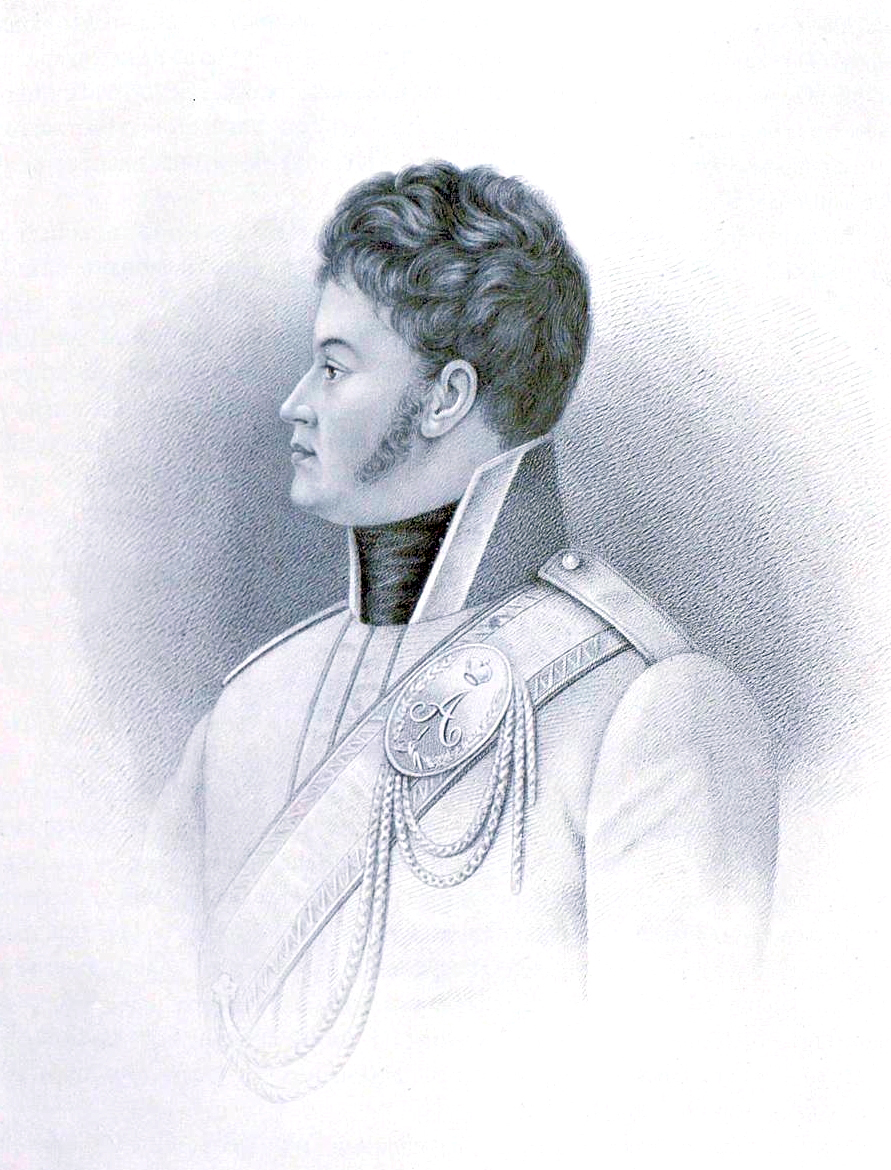
П. В. Голенищев-Кутузов, командир Кавалергардского полка, 1801—1803

Представитель древнего новгородского рода Кутузовых. Сын гвардии капитан-поручика Василия Петровича и его жены Марии Трифоновны. Получил домашнее образование.
В 1782 году был формально зачислен на службу в лейб-гвардии Конный полк вахмистром, в 1784 году получил чин корнета. Кроме того, в 1783 году получил звание пажа, а в 1788 году — камер-пажа, в этом качестве нёс службу при дворе Екатерины II. 17 (28) марта 1794 произведён в поручики Конной гвардии. 17 (28) декабря 1796 года назначен флигель-адъютантом к императору Павлу I, в январе 1797 года произведён в секунд-ротмистры, а 5 (16) апреля 1797 — в ротмистры.
После этого Голенищев-Кутузов именным указом был назначен в распоряжение новороссийского губернатора, генерал-лейтенанта Бердяева, которому было поручено поселение и устройство в Новороссии «около Азовского моря, между Молочных вод и р. Берды» эмигрантов из революционной Франции; Голенищеву-Кутузову предписывалось докладывать императору о ходе дела.
17 (28) апреля 1798 года произведён в полковники. 29 марта (9 апреля) 1799 года вышел в отставку, 2 (14) декабря 1800 года вновь поступил на военную службу в Конную гвардию, получив в возрасте 28 лет чин генерал-майора, а 23 декабря 1800 (4 января 1801) года переведён в лейб-гвардии Гусарский полк. Причастен к заговору, приведшему к убийству императора Павла 11 (23) марта 1801 года; в эту ночь Голенищев-Кутузов арестовал шефа своего полка генерал-лейтенанта А. С. Кологривова. 16 (28) марта 1801 года назначен командиром Кавалергардского полка.

### Турецкая война
16 (28) мая 1803 года назначен шефом вновь сформированного Белорусского гусарского полка. За отличное состояние полка в 1806 г. получил «высочайшее благоволение» от Александра I. Командовал своим полком в боях с турками в 1806—1807 годах в корпусе генерала Милорадовича.
Участвовал в занятии Ясс 16 (28) ноября 1806 года, во взятии Бухареста 13 (25) декабря 1806 года и в преследовании турецких войск к Журже, затем в сражениях при Турбате 5 (17) марта 1807 года и под Журжей 6 (18) марта 1807 года. Особенно отличился во время осады Измаила, когда 7 (19) июня 1807 (по другим сведениям, 12 (24) июля 1807) года со своим полком отбил вылазку турецкого гарнизона из крепости, при этом получил пулевые ранения в ногу и руку; за храбрость 5 (17) августа 1807 г. удостоен ордена Св. Георгия 3-го класса.
С 9 (21) декабря 1807 по 2 (14) февраля 1809 г. был в отставке на излечении. Из-за этой временной отставки его старшинство в чине генерал-майора считалось с 16 февраля 1802 г., а не с декабря 1800 года. Вернувшись на службу, был назначен в свиту императора.

### Обер-полицмейстер Петербурга
14 (26) февраля 1810 г. назначен обер-полицмейстером Санкт-Петербурга и 30 августа (11 сентября) 1810 года пожалован в генерал-адъютанты. Через полтора года (24 сентября (6 октября) 1811) по собственному прошению был уволен с этой должности, оставаясь генерал-адъютантом. За деятельность во время своего пребывания в чине обер-полицмейстера награждён орденом Св. Анны 1-й степени, а при отставке с этой должности — бриллиантовыми знаками к этому ордену.

### Отечественная война 1812 года
Летом 1812 года Голенищев-Кутузов сопровождал императора при поездке в Вильно и был оставлен при штабе 1-й Западной армии. Участвовал в сражении при Островно 14 (26) июля 1812 года, где был ранен, после чего вернулся в Петербург. В свите императора ездил в Або, где Александр I заключил союз с шведским наследным принцем Бернадотом, фактическим правителем Швеции.
После занятия французами Москвы Голенищев-Кутузов по распоряжению императора собрал из ямщиков Тверской и Новгородской губерний (3747 конников) Ямской конный казачий полк и конную артиллерийскую полуроту; эти формирования предназначались для прикрытия Петербурга в числе прочих войск. Из-за пленения французами генерала Ф. Ф. Винцингероде занял его место командира кавалерийского отряда, прикрывавшего дорогу из Москвы в Петербург, и успешно действовал против неприятеля.
После ухода французов из Москвы отряд Голенищева-Кутузова действовал вместе с казаками атамана Платова против правого (северного) крыла отступающего неприятеля с целью открыть сообщение Главной армии с корпусом Витгенштейна. Нагнав французскую армию усиленными маршами, отряд Голенищева-Кутузова 23 октября (4 ноября) 1812 года атаковал французский 4-й корпус Евгения Богарне возле города Духовщина, захватил в плен многих офицеров, включая дивизионного генерала Сансона, и более пятисот нижних чинов.
После переправы Наполеона через Березину отряд Голенищева-Кутузова выдвинулся через Докшицы на Вильну, 20 ноября (2 декабря) 1812 года нагнал арьергард 6-го (баварского) корпуса под командованием генерала Вреде, разбил его и взял в плен до двухсот офицеров и более тысячи солдат. Следуя впереди корпуса Витгенштейна в направлении на Вильно и Ковно, занял Тильзит. Соединившись с разбитым отрядом генерал-майора Властова, отступил к главным силам Витгенштейна. 25 декабря 1812 (6 января 1813) года занял Кёнигсберг, где взял в плен более 9000 солдат противника, а 31 декабря 1812 (12 января 1813) года захватил Эльбинг.
За свои действия во время Отечественной войны был награждён в 1813 году орденом Св. Владимира 2-й степени.

### Заграничные походы
В начале 1813 года Голенищев-Кутузов был отозван в Главную квартиру Александра I. В сражениях под Лютценом, Бауценом, Дрезденом и Кульмом лично передавал приказания императора войскам. За отличия был произведён 15 (27) сентября 1813 г. в генерал-лейтенанты. В 1813 году он получил австрийский орден Леопольда, прусский Орден Красного орла 1-й степени, баварский Военный орден Максимилиана Иосифа и шведский орден Меча. За храбрость, проявленную в сражении под Лейпцигом («Битве народов», 4—6 октября по ст. стилю), был награждён золотой саблей с алмазами и надписью: «За храбрость».
После этой битвы 7 (19) октября 1813 года был отправлен Александром I с донесением о победе в Петербург, где получил от императрицы в подарок бриллиантовый перстень с изображением на нём дат 4, 5 и 6 октября. Возвратившись в ставку императора, в кампании 1814 года участвовал в сражениях при Бриенне, при Ла-Ротьере, при Арси-сюр-Обе, при Фер-Шампенуазе и во взятии Парижа, после чего был отправлен Александром I в Петербург с донесением о занятии французской столицы. Голенищев-Кутузов, прибыв 13 (25) апреля 1814 года в Петербург с донесением о взятии Парижа, стал «вестником славы», с ликованием встреченным всем русским обществом.
После войны был назначен членом новоучреждённого «Комитета о раненых». Сопровождал императора в поездках к действующей армии в Европу, на заседания Венского конгресса и на огромный смотр российских войск при Вертю 29 августа (10 сентября) 1815 года перед возвращением армии в Россию.

### Послевоенная деятельность
С мая 1816 по апрель 1817 г. сопровождал великого князя Николая Павловича (будущего императора Николая I) в его путешествии по России и за границей. По возвращении был награждён орденом Св. Александра Невского.
В январе 1823 года был назначен главным директором военно-учебных заведений и Царскосельских лицея и Воспитательного дома, а также членом Совета о военных училищах. В 1825 году назначен членом Совета при Императорском воспитательном обществе благородных девиц.
К 1825 году относится отмеченный современниками его служебный конфликт с великим князем Константином Павловичем, его непосредственным начальником по «вертикали» руководства военно-учебными заведениями. Недоразумение было связано с нарушением порядка субординации — обращением одного из подчинённых Голенищева-Кутузова непосредственно к великому князю. Кутузов подал прошение об отставке, однако после обмена рядом вежливых писем конфликт был исчерпан.

### Генерал-губернатор Петербурга
После убийства во время восстания декабристов графа Милорадовича, военного генерал-губернатора Санкт-Петербурга, Голенищев-Кутузов занял его пост с 15 (27) декабря 1825 года (27 декабря 1825 (8 января 1826) года утверждён в должности), а 28 декабря 1825 (9 января 1826) назначен членом Государственного совета. Оставался в должности генерал-губернатора по 19 февраля (3 марта) 1830 года.
Будучи генерал-губернатором, он начал строительство зданий Технологического и Лесного институтов, Сената и Синода, Александринского театра. При нём был построен ряд мостов через реки и каналы Петербурга: Банковский, Большой Конюшенный, Египетский, Львиный, Старообрядческий, Ново-Кирпичный, 2-й Инженерный, Мало-Крестовский, Молвинский Уральский (Винный), Адмиралтейский (Галерный), Горбатый, Офицерский (Гаванский), Новый Чугунный, Расстанный, Курский (Шмелёв), Воздвиженский, Кузнечный (Владимирский), Бассейный, Госпитальный, Песочный (Шлюзный), 4-й Таракановский; начат строительством Тройной мост.
Был включён императором Николаем I в «Комиссию для изысканий о злоумышленных обществах», расследовавшую восстание декабристов. С его деятельностью в этом качестве связан известный исторический анекдот, переданный князем П. В. Долгоруковым. На очной ставке декабристов П. И. Пестеля и С. Г. Волконского Голенищев-Кутузов не удержался и сказал: «Удивляюсь, господа, как вы могли решиться на такое ужасное дело, как цареубийство?» Пестель тут же ответил: «Удивляюсь удивлению именно Вашего превосходительства, Вы должны знать лучше нас, что это был бы не первый случай». Кутузов (некогда участвовавший в заговоре, который привёл к убийству императора Павла) побледнел и позеленел, а Пестель повернулся к остальным членам комиссии и добавил: «Случалось, что у нас в России за это жаловали Андреевские ленты!»
Голенищев-Кутузов лично руководил казнью пятерых декабристов 13 (25) июля 1826, отправив о ней Николаю I отчёт: 

Экзекуция кончилась с должной тишиной и порядком как со стороны бывших в строю войск, так и со стороны зрителей, которых было немного. По неопытности наших палачей и неумении устраивать виселицы, при первом разе трое, а именно: Рылеев, Каховский и Муравьёв-Апостол — сорвались, но вскоре опять были повешены и получили заслуженную смерть — о чём моему императорскому величеству всеподданнейше доношу.
В литературе, посвящённой казни декабристов, часто отмечается, что именно Голенищев-Кутузов, старшее должностное лицо во время казни, не стал придерживаться обычая, запрещающего повторно вешать казнимых, сорвавшихся во время исполнения приговора.
22 августа (3 сентября) 1826 года, при коронации императора Николая I, пожалован в генералы от кавалерии. 14 (26) декабря 1826 года уволен от должности главного директора военно-учебных заведений с оставлением права ношения мундира кадетских корпусов. При отставке по прошению с поста Санкт-Петербургского генерал-губернатора 19 февраля (3 марта) 1830 года Голенищев-Кутузов получил «Высочайший рескрипт» с благодарностью, а 5 (17) апреля 1830 года был награждён орденом Св. Андрея Первозванного — высшей наградой Российской империи.
Был членом Попечительского совета заведений общественного призрения в Санкт-Петербурге (1828—1830).

### После отставки
Летом 1831 года был отправлен императором в Нижний Новгород для принятия мер по недопущению срыва Нижегородской ярмарки из-за эпидемии холеры, охватившей в том году многие губернии России. Летом следующего года от холеры умерла жена Кутузова. 8 (20) ноября 1832 года Голенищев-Кутузов был возведён в графское Российской империи достоинство.
В 1832—1841 годах граф Кутузов занимает пост председателя Совета военно-учебных заведений. С 20 апреля (2 мая) 1839 года он находился в отпуске по болезни, с сохранением всех окладов получаемого им содержания. 16 (28) апреля 1841 года, в день бракосочетания наследника престола великого князя Александра Николаевича, граф Голенищев-Кутузов был награждён орденом Св. Владимира 1-й степени. Последнее выступление Кутузова в Государственном совете состоялось 30 марта (11 апреля) 1842 года.
Скончался от воспаления лёгких в Санкт-Петербурге 5 (17) ноября 1843 года. На отпевании в церкви Св. Двенадцати апостолов при Главном управлении почт и телеграфов присутствовал император, за гробом шёл Кавалергардский полк. Похоронен в своём имении в селе Шубино Корчевского уезда Тверской губернии (ныне — с. Печетово Кимрского района Тверской обл.), в склепе под храмом великомученика Димитрия Солунского рядом с прахом его жены. В 1960—1970-х годах склеп был разорён , сохранились лишь надгробные камни супругов, сейчас установленные рядом с храмом.

## Память о Голенищеве-Кутузове
- Существует мнение[12], что карцер стали в начале XIX века называть «кутузкой» по фамилии обер-полицмейстера П. В. Голенищева-Кутузова.
- О губернаторе Кутузове петербуржцам напоминает его дом на площади Искусств, 3. Построен в 1820-х и 1830-х гг. по проекту К. И. Росси. Памятник архитектуры федерального значения.

## Семья
Жена — Екатерина Петровна Неклюдова (15.10.1781—05.10.1832), дочь тайного советника Петра Васильевича Неклюдова (1745—1797) от его брака с Елизаветой Ивановной Левашовой (1755—1799). Пользовалась благосклонностью императрицы Александры Фёдоровны и по отзыву современницы, была умная женщина с достойным уважения характером, приятная в компании и превосходная мать. Кавалерственная дама ордена Св. Екатерины (малого креста) (30.08.1814) и председательница Совета Женского Патриотического общества. Скончалась в 1832 году в Петербурге от холеры. В браке имела детей:
- Василий Павлович (1803—1873), генерал-адъютант, с 1836 года женат на фрейлине Софье Александровне Рибопьер (1813—1881), дочери графа А. И. Рибопьера.
- Елизавета Павловна (1804—04.03.1835), фрейлина двора, замужем за Иваном Андреевичем Михайловым (1799—1879). После первых родов  у неё парализовало ноги, и она была прикована к креслу. Скончалась от последствий застарелой подагры в Вене, похоронена на кладбище Святого Марка.
- Павел Павлович (26.12.1805—?), крестник С. П. Неклюдова и М. П. Супоневой[14].
- Мария Павловна (03.11.1808[15]—1877), крещена 7 ноября 1808 года в Владимирской церкви в Придворных слободах при восприемстве А. И. Нелидова и девицы Софьи Неклюдовой; фрейлина двора, замужем (с 8 апреля 1836 года)[16] за генерал-майором бароном Леопольдом Фёдоровичем Корфом (1804—1852). По отзыву родственника, была добрая и милая женщина, примерная мать и жена, для устройства своего состояния вместе с мужем жила несколько лет в отдалённой деревне[17].
- Иван Павлович (15.01.1810—?), крестник А. И. Нелидова и девицы А. П. Неклюдовой[18].
- Софья Павловна (10.02.1811[19]—17.10.1848[20]), крещена 14 февраля в Исаакиевском соборе, крестница А. И. Нелидова и девицы В. П. Неклюдовой; фрейлина двора, жила в Зимнем дворце и по дружбе своей с В. Нелидовой, принадлежала к самому тесному, домашнему кругу царской семьи. В 1834 году с Софьей произошёл несчастный случай, после чего её «подвергали различному лечению, как-то: подвешиванию, прижиганию каленым железом и другим мучениям, так что она долго была полуумирающей. Она кричала день и ночь от боли, покуда Мандт (лейб-медик) не услышал о её болезни и не стал лечить её другим методом, который в конце концов, после долгих лет, исцелил её. Она носила развевающиеся платья, чтобы скрыть своё убожество. Правильными чертами лица напоминала римлянку»[21]. Скончалась в Царском Селе от воспаления внутренностей.
- Аркадий Павлович (1812—1859), сенатор; его сын — поэт и прозаик Арсений Голенищев-Кутузов.

## Образ в кино
- «Звезда пленительного счастья» — актёр Евгений Соляков
- «Союз спасения» — актёр Владислав Резник

## Награды
- ордена Андрея Первозванного, Александра Невского с алмазами, Св. Георгия 3-го кл., Владимира 1-й ст., Св. Анны 1-й ст. с алмазами, знак отличия «за XL лет беспорочной службы»; иностранные: прусский Красного Орла 1-й ст., шведский Военный орден Меча, австрийский Леопольда, баварский Военный орден Максимилиана Иосифа; золотая сабля «за храбрость» с алмазами.